# Fadir Delgado
Fadir Delgado Acosta (Barranquilla, Colombia, 28 de enero de 1983) es una poeta y gestora colombiana. Es Premio Tiflos de Poesía, 2020 y Premio Nacional de Poesía (Colombia), 2023.

## Biografía
Es hija de la poeta Fabiola Acosta. Nació en Barranquilla, Colombia, en el Barrio Abajo.  Comenzó a escribir a los ocho años. Se formó como comunicadora social con énfasis en Ciencias Políticas y desde niña participó activamente en el mundo cultural de su ciudad natal.
En varias entrevistas ha dicho que la poesía la sacó del silencio, pues tuvo problemas de lenguaje desde muy pequeña. Habló a los cinco años, y cuando lo hizo, se evidenció un problema de tartamudez que pudo vencer gracias a que su madre le daba poemas para que los declamará.
Junto con su hermana Faleimy y su madre, Fabiola, crean en el 2003 la Fundación Casa de Hierro, una organización que promueve el arte y la literatura en espacios convencionales y no convencionales. 
Desde los 11 años hizo parte de un proceso de comunicación radiofónica llamado Voz Infantil y Hola Juventud. Esta experiencia la motivó a seguir la carrera de Comunicación Social en la Universidad Autónoma del Caribe. Publicó su primer libro La Casa de Hierro en el 2002 gracias a una convocatoria del Fondo de Cultura Económica de Barranquilla. Este primer poemario la posesionó como una voz poética fundamental en el Caribe colombiano.
Desde los dieciocho años trabaja como profesora de creación literaria, dictando taller para jóvenes en diversas localidades colombianas.  Completó su formación académica en la  Universidad Central (Colombia) de Bogotá donde obtuvo una maestría en Creación literaria.
En el 2010 ganó la convocatoria internacional de la Oficina de la Juventud de Québec para participar en un intercambio literario en esta Provincia. En el 2013 gracias a una beca del Ministerio de Cultura de Colombia y el Consejo de Artes y Letras de Quebec obtuvo una Residencia Artística en Montreal.  Su libro El Último gesto del pez fue traducido y publicado al francés por la editorial Encre Vive de Paris en el 2015.  
Su obra se ha divulgado internacionalmente en revistas y periódicos literarios.    Ha representado a Colombia en festivales literarios en Europa, Egipto, Estados Unidos y diversos países latinoamericanos.

## Premios
- Premio Nacional de poesía del Ministerio de Cultura de Colombia (2023)[22]
- Premio Internacional de Poesía Tiflos de España (2020)[23]
- Premio de Poesía Universidad Nacional de Costa Rica, UNA Palabra, (2020)[24]
- Premio Distrital de poesía de Barranquilla (2017)
- Premio Distrital de Cuento de Barranquilla (2018).
- Premio en Poesía del Concurso Internacional de literatura de la Universidad de Buenaventura (Colombia). (2014).

Finalista y menciones de honor:
- Finalista del Premio Internacional de Poesía Fundación Loewe de España (2022).
- Finalista del premio Juan Ramón Jiménez de Coral Gables de EE. UU (2022).
- Finalista del VII Premio Internacional de Poesía Jovellanos de España (2020).
- Mención de honor en el Premio Vicente Rodríguez- Nietzsche de Puerto Rico (2020).
- Primera mención del Premio Nacional de poesía Tomás Vargas Osorio (2020).[25]

## Publicaciones

#### Poesía
- La Casa de Hierro (2002, Colombia)
- El último gesto del pez (2012, Colombia)
- Lo que diga está lleno de polvo (2017, Ecuador)
- Sangre seca en el espejo (2018, Costa Rica)
- La tierra que se tragó el cuerpo (2019, España)
- Temperatura exacta del miedo (2021, España)
- Cama de hospital vista desde abajo (2021, Costa Rica)
- Escritura de precipicio (2021, Colombia)[26]
- Amenaza de aborto (2023, Puerto Rico) [27]

#### Cuento
- No es el agua que hierve (2018, Colombia).